# سلطان‌نشین ملاکا
سلطان‌نشین ملاکا (مالایی: Kesultanan Melayu Melaka; الفبای جاوی: کسلطانن ملایو ملاک) یک سلطان‌نشین مالایی مسلمان به مرکزیت ایالت ملاکا در مالزی امروزی بود که در حدود سال ۱۴۰۰ میلادی توسط اسکندرشاه بنیان‌گذاری شد. این سلطان‌نشین در اوج قدرتش در قرن پانزدهم، بر بیشتر مناطق شبه‌جزیره مالایا، جزایر ریائو و بخش بزرگی از ساحل شمالی سوماترا در اندونزی امروزی حکم می‌راند و ملاکا پایتخت آن، به یکی از مهم‌ترین بنادر بازرگانی دوره خود تبدیل شده‌بود.
با تبدیل ملاکا به یک بندر تجاری بین‌المللی بزرگ، این شهر به عنوان مرکزی برای یادگیری و اشاعه علوم اسلامی و توسعه زبان و ادبیات مالایی و هنر ظهور کرد. در دوران حکومت این سلطان‌نشین مالایی کلاسیک به عنوان زبان میانجی ناحیه دریایی جنوب شرق آسیا و الفبای جاوی به عنوان رسانه اصلی برای تبادل فرهنگی، مذهبی و فکری مطرح شد. از طریق این تحولات فکری، معنوی و فرهنگی، عصر ملاکا شاهد ایجاد یک هویت مالایی و مالایی‌سازی منطقه و شکل‌گیری بعدی جهان مالایی شد.
در سال ۱۵۱۱ پایتخت ملاکا به دست امپراتوری پرتغال سقوط کرد و آخرین سلطان محمود شاه مجبور به عقب‌نشینی به مناطق دیگر امپراتوری خود شد. فرزندان او در این مناطق سلطان‌نشین‌های جوهور و پراک را بنا کردند. میراث سیاسی و فرهنگی این سلطان‌نشین تا به امروز باقی مانده‌است. ملاکا برای قرن‌ها به عنوان نمونه‌ای از تمدن اسلامی-مالایی مطرح است. سامانه‌های تجاری، سیاسی و اداری که سلطان‌نشین ملاکا ایجاد کرده بود تا قرن نوزدهم نیز کاربرد داشت و مفاهیمی مانند دولت که امروزه همچنان پایه پادشاهی مالایی را تشکیل می‌دهند از ثمره‌های این سلطان‌نشین هستند. با سقوط ملاکا، بنادر امپراتوری برونئی جانشین بندر ملاکا شدند و بازرگانان مسلمان بسیاری با تغییر دین حاکم آن به اسلام، به آن جذب شدند.